# Point-to-point
 (mars 2023).
Si vous disposez d'ouvrages ou d'articles de référence ou si vous connaissez des sites web de qualité traitant du thème abordé ici, merci de compléter l'article en donnant les références utiles à sa vérifiabilité et en les liant à la section « Notes et références ».

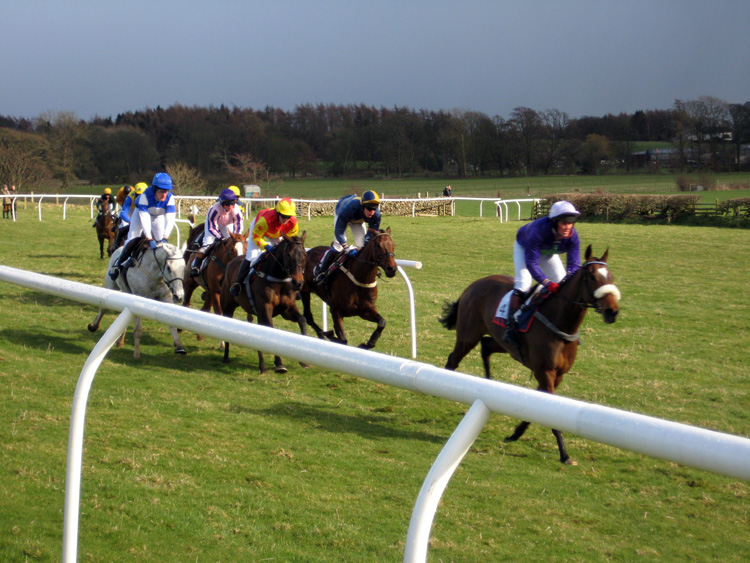
Point-to-point.

Un point-to-point est un type de course de chevaux en amateur dans les îles Britanniques, qui concerne généralement des chevaux de chasse. En Irlande, la plupart des chevaux apparaissent dans ces courses avant de participer à des courses National Hunt, soit en Irlande, soit au Royaume-Uni. En revanche, en Angleterre et au Pays de Galles, les chevaux courant en point-to-point sont plus susceptibles d'être à la fin de leur carrière nationale. Le point-to-point irlandais est utilisé comme une pépinière de futurs jeunes talents : un cheval qui gagne un point-to-point en Irlande peut être vendu pour beaucoup d'argent.
Ce type de course est parfois aussi nommé course « entre les drapeaux ».